# 日新町 (臺北市)
日新町為臺灣日治時期臺北市之行政區，共分一～三丁目，位於大稻埕太平町之東，該町因為有日新街而得名。戰後劃入延平區，約略在今臺北市大同區之甘州街、華亭街、重慶北路一段與二段的交接。

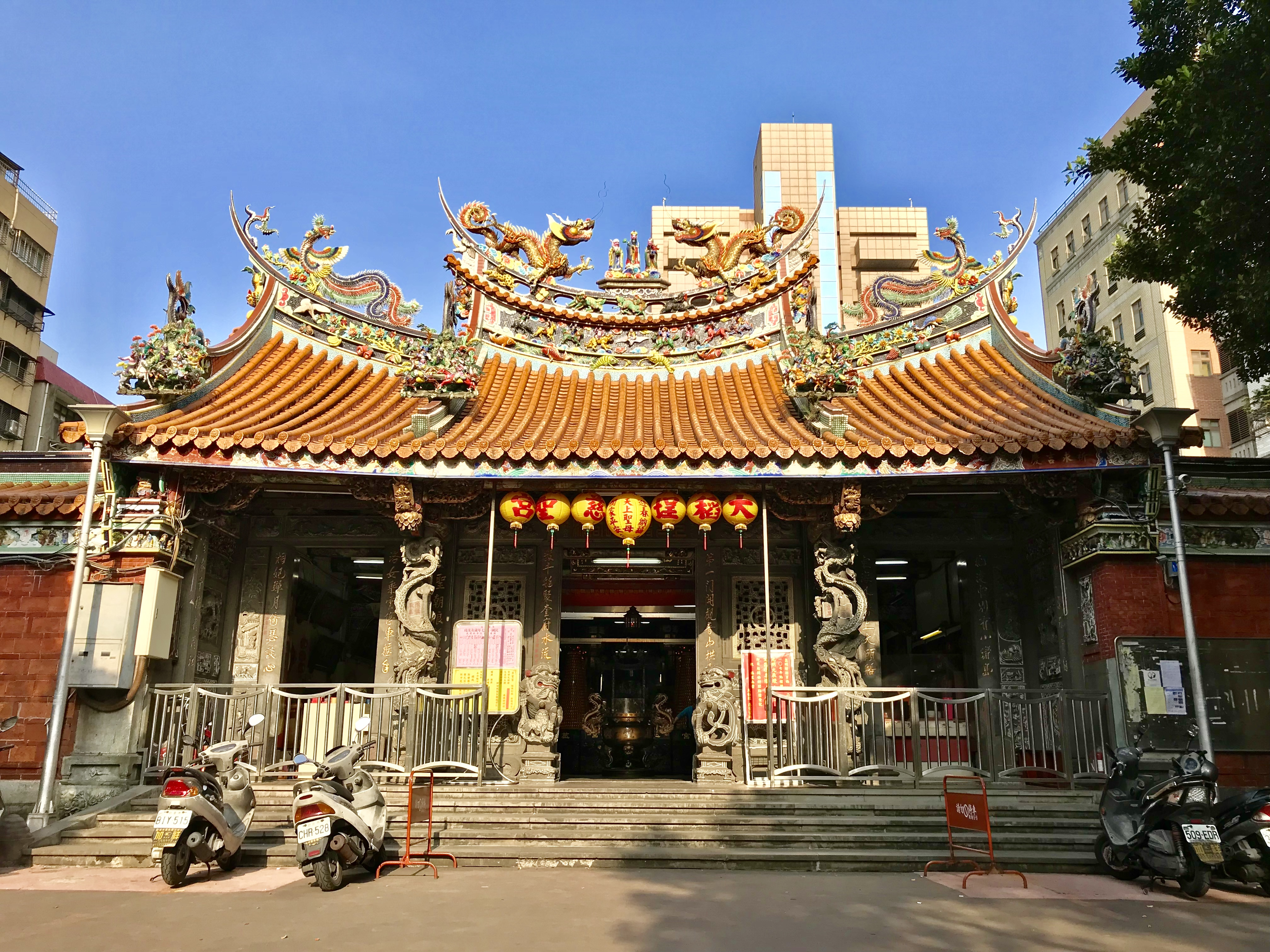
大稻埕慈聖宮

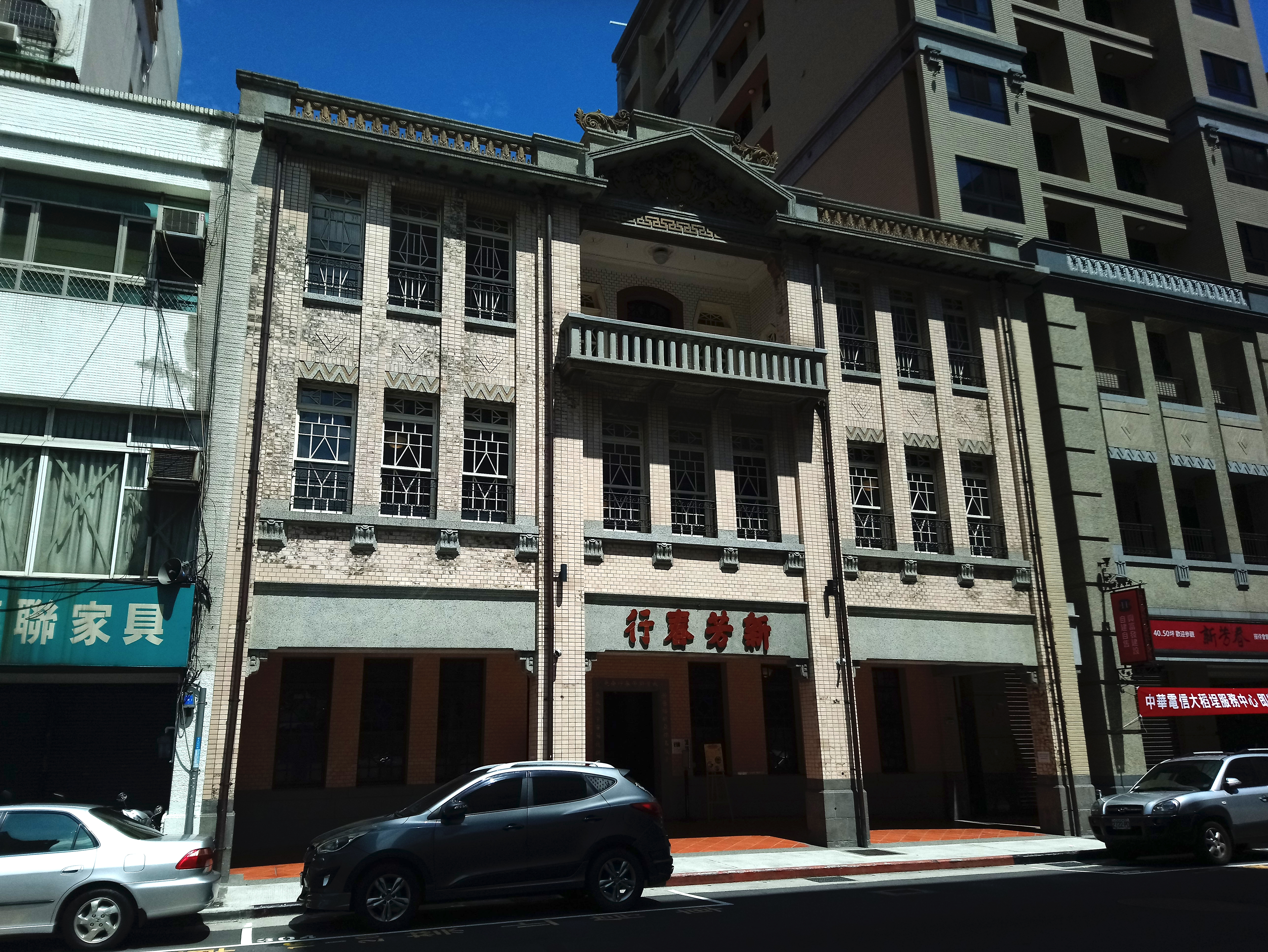
新芳春茶行

## 町內設施
- 蓬萊閣（一丁目）
- 普願宮（二丁目）
- 新芳春茶行（二丁目）
- 大稻埕慈聖宮（三丁目）
- 李春生宅（三丁目）
- 臺灣總督府臺北更生院（三丁目，鴉片煙癮矯治機構）

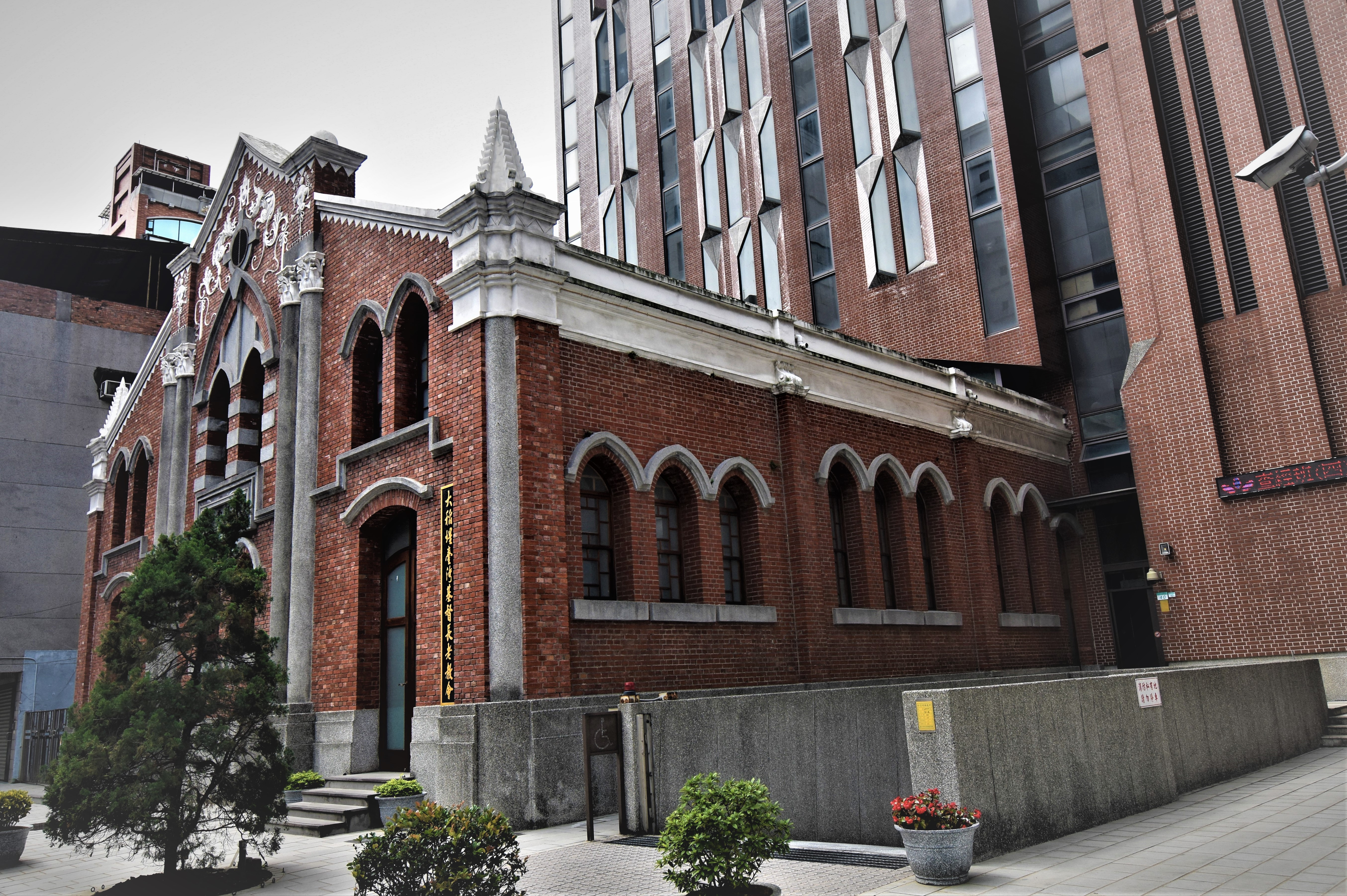
臺灣基督長老教會大稻埕教會

- 臺灣基督長老教會大稻埕教會（三丁目）